# 第16回ニューヨーク映画批評家オンライン賞
16th NYFCO Awards

2016年12月11日

作品賞: 

ムーンライト
第16回ニューヨーク映画批評家オンライン賞（だい16かいニューヨークえいがひひょうかオンラインしょう）は2016年の映画を対象としており、2016年12月11日に発表された。

## 受賞一覧

### 作品賞トップ12
※1位以外は原題のアルファベット順
- 1位 ― 『ムーンライト』
  - 『メッセージ』
  - 『フェンス』
  - 『ニュートン・ナイト 自由の旗をかかげた男』
  - 『最後の追跡』
  - 『わたしは、ダニエル・ブレイク』
  - 『ジャッキー/ファーストレディ 最後の使命』
  - 『ラ・ラ・ランド』
  - 『ラビング 愛という名前のふたり』
  - 『マンチェスター・バイ・ザ・シー』
  - 『O.J.: Made in America』
  - 『ありがとう、トニ・エルドマン』

### 監督賞
- バリー・ジェンキンス - 『ムーンライト』

### 主演男優賞
- ケイシー・アフレック - 『マンチェスター・バイ・ザ・シー』

### 主演女優賞
- イザベル・ユペール - 『エル ELLE』

### 助演男優賞
- マハーシャラ・アリ - 『ムーンライト』

### 助演女優賞
- ヴィオラ・デイヴィス - 『フェンス』

### アンサンブル演技賞
- 『ムーンライト』

### 脚本賞
- バリー・ジェンキンス - 『ムーンライト』

### ブレイクスルー演技賞
- ルース・ネッガ - 『ラビング 愛という名前のふたり』

### 新人監督賞
- ロバート・エガース - 『ウィッチ』

### 撮影賞
- ジェームズ・ラクストン - 『ムーンライト』

### 音楽賞
- 『ラ・ラ・ランド』

### アニメ映画賞
- 『KUBO/クボ 二本の弦の秘密』

### 外国語映画賞
- 『お嬢さん』 韓国

### ドキュメンタリー映画賞
- 『13th -憲法修正第13条-』